# 辽宁朝阳站
辽宁朝阳站（曾称朝阳北站、朝阳站，2020年11月1日改为现名）是京沈客运专线的一个铁路车站，位于辽宁省朝阳市龙城区七道泉子镇下河首村与七道泉子南村之间，距北京朝阳站416公里，距沈阳站284公里，2018年12月29日建成启用。

## 历史
- 车站始建于2014年2月，工程名为“朝阳北站”，2017年12月1日更名为“朝阳站”，2018年12月29日建成启用。
- 为与北京朝阳站进行区分，车站于2020年11月1日改为辽宁朝阳站。

## 车站结构
辽宁朝阳站设3座站台及10条股道，站房造型采用“花开鸟飞”的构想，展现“凤凰来仪、展翅翱翔”的整体形态。

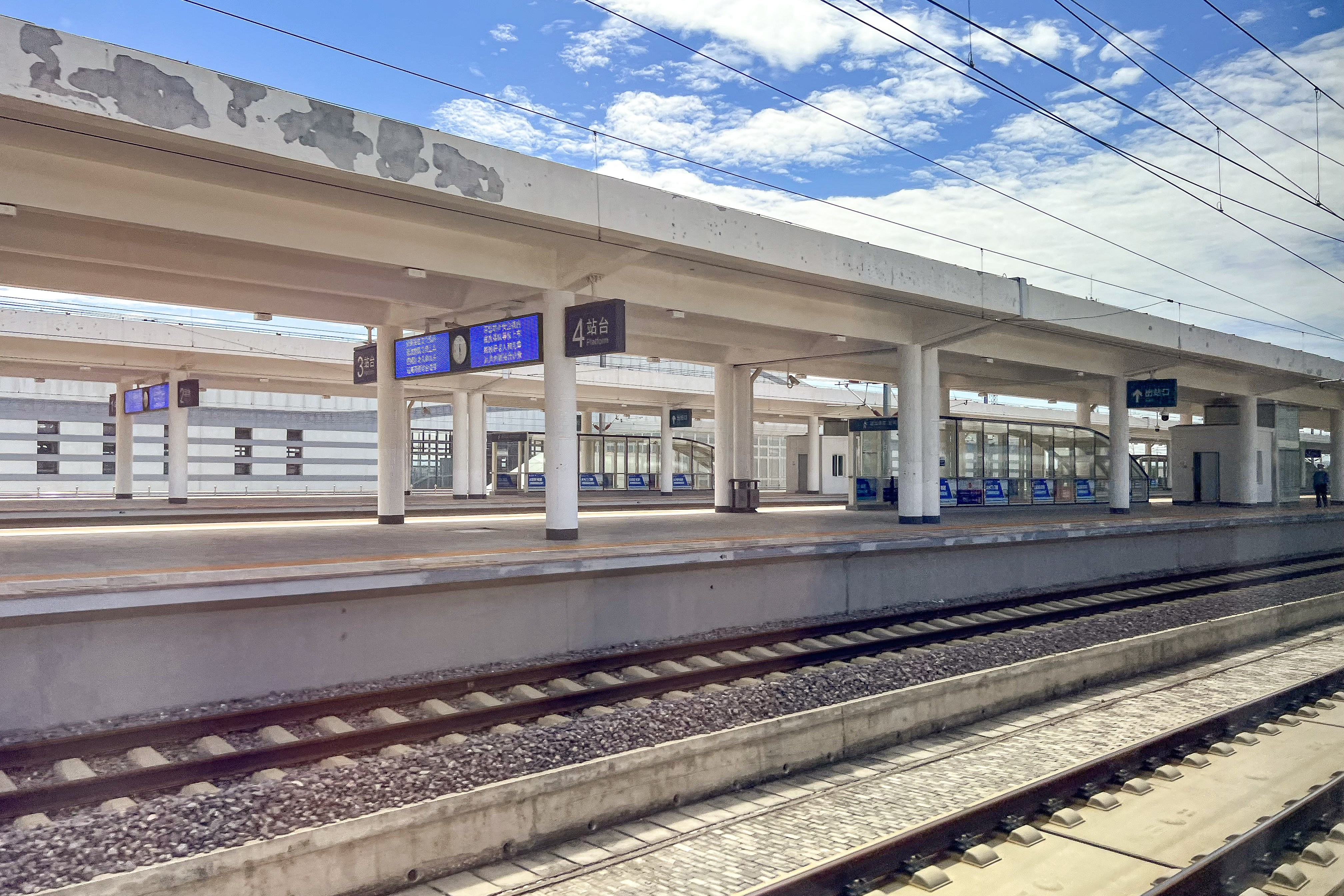
辽宁朝阳站1-4站台

|          | 通过线                                  | 朝凌客运专线列车通过线 |
| 6站台    | 京沈客运专线 往沈阳方向（北票站）       |                        |
| 岛式站台 |                                         |                        |
| 5站台    | 京沈客运专线 往沈阳方向（北票站）       |                        |
| 通过线   | 京沈客运专线下行列车通过线              |                        |
| 通过线   | 京沈客运专线上行列车通过线              |                        |
| 4站台    | 京沈客运专线 往北京朝阳方向（奈林皋站） |                        |
| 岛式站台 |                                         |                        |
| 3站台    | 京沈客运专线 往北京朝阳方向（奈林皋站） |                        |
| 2站台    | 京沈客运专线 往北京朝阳方向（奈林皋站） |                        |
| 岛式站台 |                                         |                        |
| 1站台    | 京沈客运专线 往北京朝阳方向（奈林皋站） |                        |
| 通过线   | 朝凌客运专线列车通过线                  |                        |